# Ayagoz (huyện)
Ayagoz (Kazakhstan Аякөз ауданы, Ayaköz awdanı) là một huyện Đông Kazakhstan, miền Đông Kazakhstan. Thành phố Ayagoz là trung tâm huyện lỵ cũng là đô thị lớn nhất huyện này.
Huyện Ayagoz nằm trên tuyến đường sắt Turkestan-Siberia đi qua, ga Ayagoz thuộc huyện này, là một ngã ba quan trọng.